# Campeonato Goiano de Futebol de 1957 (Campeonato Estadual)
O Campeonato Goiano de 1957 (chamado também de Campeonato Estadual de Goiás e Torneio dos Campeões) foi a segunda edição do Campeonato Goiano de Futebol (excluindo os citadinos), torneio organizado pela Federação Goiana de Futebol (FGF). Foi a primeira edição a conter o campeão de Anápolis e com a adoção dos pontos corridos.
Inicialmente, o torneio seria disputado em 1958. Contudo, devido a problemas para se decidir o campeão de Anápolis de 1957, houve a paralisação do torneio, fazendo com que o campeonato ficasse sem uma data definida para a sua realização. Além disso, em fevereiro de 1958 o Tribunal de Justiça Desportiva de Goiás acatou o pedido do Uruana sobre diversos jogadores irregulares do Jaraguá , isto levou a reinicialização do Campeonato do Interior que já havia terminado com o título do América de Morrinhos. Em agosto, o América reconquistou o título do interior ao bater o Inhumas nos dois jogos. No final do mês de dezembro de 1958, foi decidido que o campeonato começaria em 18 de janeiro de 1959, com previsão de encerramento em 22 de fevereiro daquele ano. Porém, devido a adiamentos de algumas partidas, o torneio foi finalizado somente dia 8 de março.
Os três clubes chegaram com chance de conquistar o título na penúltima rodada. O clube de Morrinhos sagrou-se campeão derrotando o Ipiranga (1–0) no Estádio Manoel Demóstenes. Com essa vitória, o América de Morrinhos tirou os dois concorrentes da briga pelo título, terminando o campeonato com um ponto de vantagem para o vice-campeão.

## Regulamento
A competição foi disputada pelo Atlético (campeão goianiense de 1957), Ipiranga (campeão anapolino de 1957) e América (campeão goiano do interior de 1957). Os três times se enfrentaram em turno e returno, com o título ficando para a equipe que somou mais pontos. Em caso de empate no número de pontos, a competição será decidida na melhor de três jogos.

## Participantes
Para participar do campeonato, o Atlético Goianiense foi campeão citadino de Goiânia. Sua campanha foi de 16 jogos com catorze vitórias e dois empates, tornando-se campeão invicto.
Pelo campeonato Anapolino, o Ipiranga foi o campeão, ao fazer mais pontos que seus rivais.
O América de Morrinhos conquistou (por duas vezes) o campeonato do interior sobre o Inhumas. Na primeira partida da reinicialização do campeonato, o América ganhou por 3 a 2. Já na segunda partida, foi pelo placar mínimo de 1 a 0.
| Equipe               | Cidade    | Classificação               | Em 1948 | Estádio (mando)   | Participação | Títulos        |
| -------------------- | --------- | --------------------------- | ------- | ----------------- | ------------ | -------------- |
| América de Morrinhos | Morrinhos | Campeão Interiorano de 1957 | NP      | João Vilela       | 1ª           | 0 (não possui) |
| Atlético Goianiense  | Goiânia   | Campeão Goianiense de 1957  | 2º      | Pedro Ludovico    | 2ª           | 0 (não possui) |
| Ipiranga             | Anápolis  | Campeão Anapolino de 1957   | NP      | Manoel Demóstenes | 1ª           | 0 (não possui) |

## Estádios

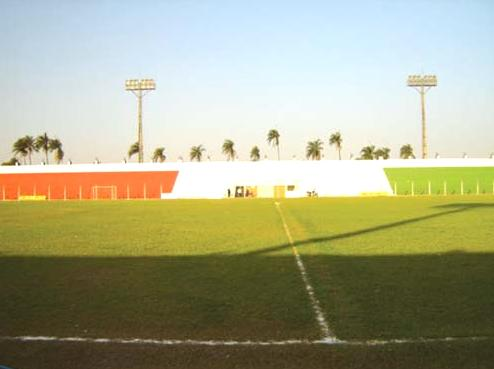
João Vilela
Manoel Demóstenes
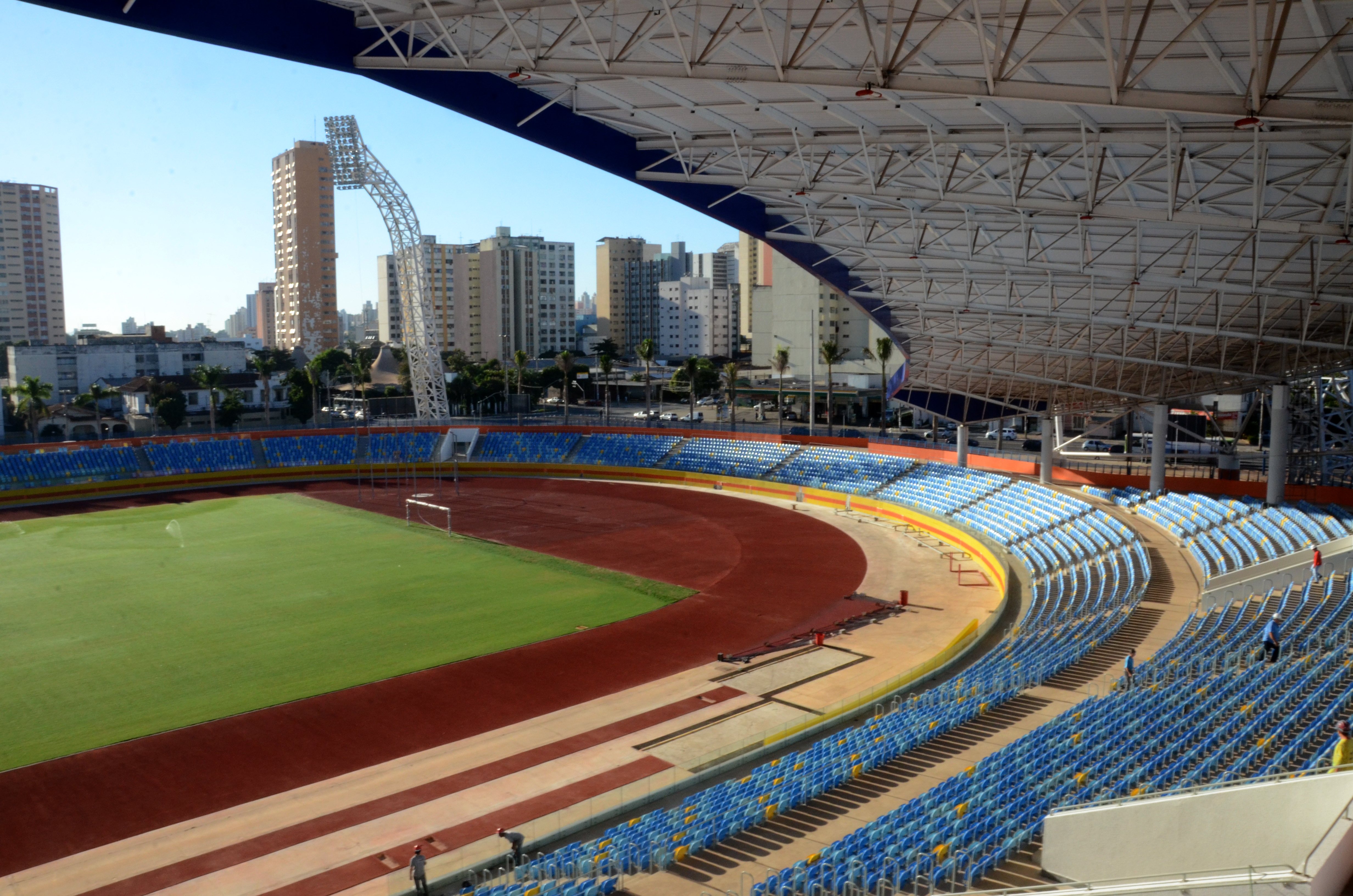
Pedro Ludovico

## Classificação
| Pos | Equipe               | PG | J | V | E | D | GP | GS | SG |
| --- | -------------------- | -- | - | - | - | - | -- | -- | -- |
| 1   | América de Morrinhos | 6  | 4 | 3 | 0 | 1 | 4  | 2  | +2 |
| 2   | Atlético Goianiense  | 5  | 4 | 2 | 1 | 1 | 6  | 5  | +1 |
| 3   | Ipiranga             | 1  | 4 | 0 | 1 | 3 | 3  | 6  | -3 |

### Confrontos
Primeira Rodada
| 18 de janeiro de 1959 | Atlético Goianiense | 1 – 2  | América de Morrinhos          | Pedro Ludovico                                                                                        |
|                       | Odilio 72'          | Súmula | 13' Riachuelo · 67' Rosquinha | Público: 586 (presentes) 403 (pagantes) Renda: Cr$ 10 590,00 Árbitro: BRA Antônio Cândido de Oliveira |

|  | Atlético Goianiense |  | América de Morrinhos |  |

Segunda Rodada
| 1 de fevereiro de 1959 | América de Morrinhos | 1 – 0  | Ipiranga | João Vilela                                      |
|                        | Rosquinha            | Súmula |          | Renda: Cr$ 21 570,00 Árbitro: BRA Aramis Tavares |

|  | América de Morrinhos |  | Ipiranga |  |

| Árbitros assistentes: BRA Antônio Cândido de Oliveira BRA Alfredo da Costa Ferreira |

Terceira Rodada
| 15 de fevereiro de 1959 | Ipiranga                 | 2 – 2  | Atlético Goianiense | Manoel Demóstenes                                              |
|                         | Glicério 35' · Mirim 88' | Súmula | 36', 75' Fabinho    | Público: 810 Renda: Cr$ 22 480,00 Árbitro: BRA Vicente de Melo |

|  | Ipiranga |  | Atlético Goianiense |  |

| Árbitros assistentes: BRA Valdomiro Maria de Jesus BRA Jesus Alberto |

Quarta Rodada
| 22 de fevereiro de 1959 | América de Morrinhos | 0 – 1  | Atlético Goianiense | João Vilela                                                                |
|                         |                      | Súmula | 41' Fabinho         | Público: Sup.700 Renda: Cr$ 22 080,00 Árbitro: BRA João Rodrigues da Silva |

|  | América de Morrinhos |  | Atlético Goianiense |  |

| Árbitros assistentes: BRA Otoniel de Souza Diniz BRA Cacildo Avila de Souza |

Quinta Rodada
| 1 de março de 1959 | Ipiranga | 0 – 1 | América de Morrinhos | Manoel Demóstenes           |
|                    |          |       |                      | Árbitro: BRA Aramis Tavares |

|  | Ipiranga |  | América de Morrinhos |  |

| Árbitros assistentes: BRA Juvenal Marques BRA Antônio Cândido de Oliveira |

Sexta Rodada
| 8 de março de 1959 | Atlético Goianiense    | 2 – 1  | Ipiranga     | Pedro Ludovico                                                           |
|                    | Odilio 11' · Eudes 40' | Súmula | 43' Glicério | Público: 491 Renda: Cr$ 13 070,00 Árbitro: BRA Alfredo da Costa Ferreira |

|  | Atlético Goianiense |  | Ipiranga |  |

| Árbitros assistentes: BRA Geraldo Casimiro BRA Cacildo Avila de Souza |

## Estatísticas

### Artilharia
| Pos. | Jogador   | Equipe               | Gols |
| ---- | --------- | -------------------- | ---- |
| 1    | Fabinho   | Atlético Goianiense  | 3    |
| 2    | Glicério  | Ipiranga             | 2    |
| 2    | Odilio    | Atlético Goianiense  | 2    |
| 2    | Rosquinha | América de Morrinhos | 2    |
| 5    | Eudes     | Atlético Goianiense  | 1    |
| 5    | Mirim     | Ipiranga             | 1    |
| 5    | Riachuelo | América de Morrinhos | 1    |

### Clean sheets
| Pos. | Jogador  | Equipe               | Jogos |
| ---- | -------- | -------------------- | ----- |
| 1    | Lindolfo | América de Morrinhos | 2     |
| 2    | Pitinho  | Atlético Goianiense  | 1     |

### Público
Encontrados
Estes são os públicos pagantes do campeonato:
| N.º | Público     | Mandante             | Placar | Visitante            | Estádio           | Data            | Rodada | Ref. |
| --- | ----------- | -------------------- | ------ | -------------------- | ----------------- | --------------- | ------ | ---- |
| 1   | 810         | Ipiranga             | 2–2    | Atlético Goianiense  | Manoel Demóstenes | 15 de fevereiro | 3ª     |      |
| 2   | Mais de 700 | América de Morrinhos | 0–1    | Atlético Goianiense  | João Vilela       | 22 de fevereiro | 4ª     |      |
| 3   | 491         | Atlético Goianiense  | 2–1    | Ipiranga             | Pedro Ludovico    | 8 de março      | 6ª     |      |
| 4   | 403         | Atlético Goianiense  | 0–1    | América de Morrinhos | Pedro Ludovico    | 18 de janeiro   | 1ª     |      |

## Premiação
| Campeonato Goiano 1957                   |
| Morrinhos                                |
| ---------------------------------------- |
| América de Morrinhos Campeão (1º título) |